# Harrisburg (Nebraska)
Harrisburg – jednostka osadnicza w Stanach Zjednoczonych, w stanie Nebraska, siedziba asministracyjna hrabstwa Banner.